# قنادی (ترانه)
«قنادی» (به انگلیسی: The Bakery) ترانه‌ای از خواننده-ترانه‌پرداز آمریکایی ملانی مارتینز می‌باشد که در بعد از مدرسه - نسخهٔ دلوکس دومین آلبوم استودیویی وی تحت عنوان کا-۱۲، قرار دارد.